# Bettws-y-Crwyn
Bettws-y-Crwyn is een civil parish in het Engelse graafschap Shropshire met 239 inwoners.